# Muara Burnai
Muara Burnai is een bestuurslaag in het regentschap Ogan Komering Ilir van de provincie Zuid-Sumatra, Indonesië. Muara Burnai telt 7727 inwoners (volkstelling 2010).